# 金森達也
金森 達也（かなもり たつや）は、日本のミュージシャン、DJである。作曲する音楽の分野は主にミニマルに分類されるテクノである。複数のアーティスト名義を使い分けている。

## 経歴
1994年に佐久間英夫とともにレコードレーベル、Subvoiceをスタートするとともに、Sylver Box名義にてシングルをイギリスのレーベルからリリースした。またDJ Shufflemaster名義でも同様にイギリスからリリースを行い、シングル『FREESTYLE TRAXX VOL.1』がNMEのダンスチャートにて1位を獲得している。
1998年からは自身のレーベル、『HOUSEDUST』を運営していたが、2002年からはこれに連動したアーティスト名義、HOUSEDUST SOUND SYSTEMとしても活動を開始している。2014年より新レーベル『四季協会』を運営中。

## ディスコグラフィ

### アルバム
- EXP（2001年）

### シングル
- FREESTYLE TRAXX VOL.1（1994年）
- HARLEM SHUFFLE EP（1995年）
- ELEKTRONIQUE DWELLER（1998年）
- LOOKING FOR THE JERKS（1998年）
- GAYLANG（2001年）
- RE:WEEKENDER SATURDAY 10:00PM（2002年）
- SOUL SURVIVOR（2002年）
- PLAYBACK PART3（2002年）